# 吉元伸二
吉元 伸二（よしもと しんじ、1970年4月24日 - ）は、福岡県宗像市出身の元プロ野球選手（外野手）。

## 来歴・人物
東海大第五高では2年秋に県南部大会3位決定戦で福岡第一高の前田幸長に完投負け。3年春は九州大会準々決勝で津久見高の川崎憲次郎に完封勝ち。準決勝で沖縄水産にコールド負け。三菱重工長崎へ入ると都市対抗野球に3回出場。1994年のドラフト4位で、ヤクルトスワローズに入団。
一度も一軍出場することなく、1997年に引退。

## 詳細情報

### 年度別打撃成績
- 一軍公式戦出場なし

### 背番号
- 56 （1995年 - 1997年）